# Giáo hoàng Urbanô II
Urbanô II (Latinh: Urbanus II) là người kế nhiệm Giáo hoàng Victor III và là vị giáo hoàng thứ 159 của Giáo hội Công giáo.
Theo niên giám tòa thánh năm 1806 thì ông đắc cử Giáo hoàng năm 1087 và ở ngôi Giáo hoàng trong 11 năm 4 tháng 11 ngày. Niên giám tòa thánh năm 2003 xác định ông đắc cử Giáo hoàng vào ngày 12 tháng 3 năm 1088 và qua đời ngày 29 tháng 7 năm 1099.
Urbanô kêu gọi vào ngày 27 tháng 11 năm 1095 một cuộc thập tự chinh. Đó là Cuộc thập tự chinh thứ nhất, mục đích là để giải phóng các lãnh thổ Kitô (trong số đó có Jerusalem) khỏi sự thống trị của người Hồi giáo. Ông được Giáo hoàng Lêô XIII phong chân phước vào ngày 14 tháng 7 năm 1881.

## Trước khi trở thành giáo hoàng
Giáo hoàng Urbanus sinh tại Lagery, Champagne gần Reims tại Pháp vào khoảng năm 1035 với tên thật là Odon hay Eudes de Lagery hay de Châtillon.
Eudes là học sinh ở Reims của phụ trách trưởng trường đạo là thánh Brunô, người sáng lập tương lai dồng Charteux.
Trước tiên, ông làm tổng phó tế ở Auxerre, sau đó làm đan sĩ ở Cluny năm 1070. Ông là cựu bề trên Cluny là người kế vị Đức Grêgôriô VII đã theo đuổi công việc canh tân của vị tiền nhiệm, dựa trên lý tưởng đan viện và sức mạnh của các dòng lớn. 
Grêgôriô VII gọi ông đến Rôma. Năm 1078, ông trở thành hồng y Giám mục Ostia. Đặc sứ tại Pháp và Đức, ông thúc đẩy cuộc canh tân của Grêgôriô ở đó và chủ tọa nhiều công đồng. 

## Giáo hoàng

### Đấu tranh với Henry IV
Sau khi lên ngôi Giáo hoàng, ông phải đương đầu với sự ly khai của phe Hoàng đế. Ông ra vạ tuyệt thông Henry IV và phản Giáo hoàng Clement III, ông kiên quyết đấu tranh cho đến khi Clement bỏ Rôma lui về Lombardy. Ông đã giành được sự giúp đỡ của Conrad, con của Henry IV.
Ngày 1 tháng 11 năm 1088, ông đã ra một sắc lệnh nói rõ và mở rộng đặc quyền của dòng Cluny. Urbanus II cũng lập ra tập tục ngày "hưu chiến vì Chúa", để có thời gian chôn những người chết trong cuộc chiến. Ông cực lực lên án việc trao chức do thế quyền và sự mạn thánh.

### Thập tự chinh lần thứ nhất
Đức Urbanô II đã triệu tập Công Đồng Clermont năm 1095 để thành lập Thập tự chinh lần thứ nhất, nhằm giải thoát các thánh địa của Đông Phương khỏi sự kiểm soát của người Hồi Giáo.
Gregory VII là người đã hô hào đi "cứu" Mồ Thánh. Nhưng vì ông bận rộn với Henry IV, nên Urbanô II mới là người khởi sự Binh Thánh Giá. Ngày 27.11.1095, Urbano II tại phiên họp tôn giáo khai diễn ở Clermont phía nam nước Pháp đã lên tiếng kêu gọi thế giới công giáo đứng lên cứu Đất thánh.

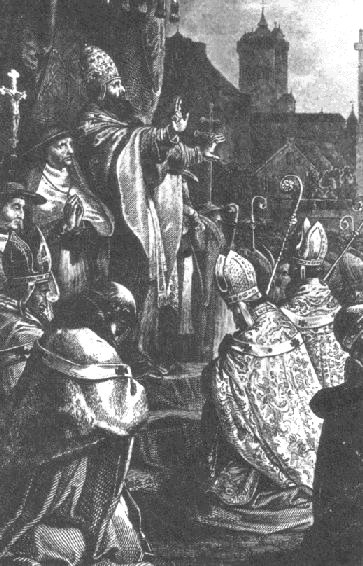
Giáo hoàng Urban II kêu gọi thập tự chinh thứ nhất tại Công đồng Clermont.

Urban II đã tác động các tầng lớp tín đồ cuồng nhiệt tại địa phương này. Ông công kích sự tàn bạo của các lãnh chúa trong nước cũng như sự bạo hành của Muslim (đạo Hồi) đồng thời ca ngợi những thành tích vinh quang của người Pháp rồi sau đó kêu gọi các lãnh chúa, kỵ sĩ và tất cả những người nông dan ở đây hãy cầm vũ khí lên đường chiến đấu để cứu lấy thánh địa Jerusalem, ông gọi đây là cuộc thánh chiến "Thập tự giá chống trăng lưỡi liềm" và những ai đáp ứng lời kêu gọi này tham gia cuộc thánh chiến sẽ được "chuộc tội" nếu chết trong chiến đấu sẽ được lên thiên đàng.
Urbano II trình bày về những đau khổ do áp bức của người Sarrasins dành cho các tín hữu Đông phương. Trong bài diễn từ đạo đức, ông cảm xúc và khóc lên khi gợi đến việc người ta dày xéo dưới chân Giêrusalem và Thánh Địa mà xưa đức Giêsu và các thân hữu đã sinh sống.
Ông kêu mời những người tây phương cùng bạn bè, hãy tôn trọng lời thề bảo vệ hòa bình, hãy mang dấu Thánh Giá trên vai phải. Ông kêu mời họ, "những chiến sĩ ưu tú hãy cho dân ngoại biết khả năng chiến đấu của mình". "không những vì phần rỗi mình, mà còn vị sự sống còn của Mẹ Giáo hội". Người ta tin tưởng rằng sự đặt chân lên đường đi Jesusalem với thánh giá bằng vải trên vai hoặc sau lưng và trước ngực, chính là bước đường chắc chắn vào nước trời.
Mặc dù Đức Urbanô đã ngăn cấm tất cả các động lực bất chính khi tham dự thập tự quân, như vì vinh dự hoặc lợi lộc thế tục. Nhưng chắc chắn ông đã không nhìn thấy tương lai của các cuộc thập tự chinh. Lời kêu gọi của ông đã có một sức mạnh thật ghê gớm: người đã có gia đình, người chưa bao giờ chiến đấu, nam phụ lão ấu, tất cả đều ao ước được đền tội. Chính đều này đã khiến cho nhiều người đã bị chết đói dọc đường hay bị giết chết trên chiến trường.
Mùa xuân năm 1096 có hơn sáu vạn nông dân phá sản ở đông bắc Pháp và phía tây nước Đức tổ chức thành một đội ngũ khổng lồ men theo sông Rhin và sông Danube sang phía đông. Họ thiếu thốn lương thục phải ăn xin dọc đường. Trong đó có những phần tử lưu manh đã thừa cơ cướp bóc. Đội ngũ này suốt dọc đường đi thường bị tập kích nên một số đông đã chết. Khi họ đến vùng tiểu Á thì bị người Seljuk đánh bại một cách dễ dàng, chỉ còn chừng 3000 người chạy được đến Constantinopolis.
Urbanô II qua đời ngày 29 tháng 7 năm 1099. Giáo hoàng Lêô XIII phong chân phước cho ông năm 1881.